# Nunca tantos deveram tanto a tão poucos

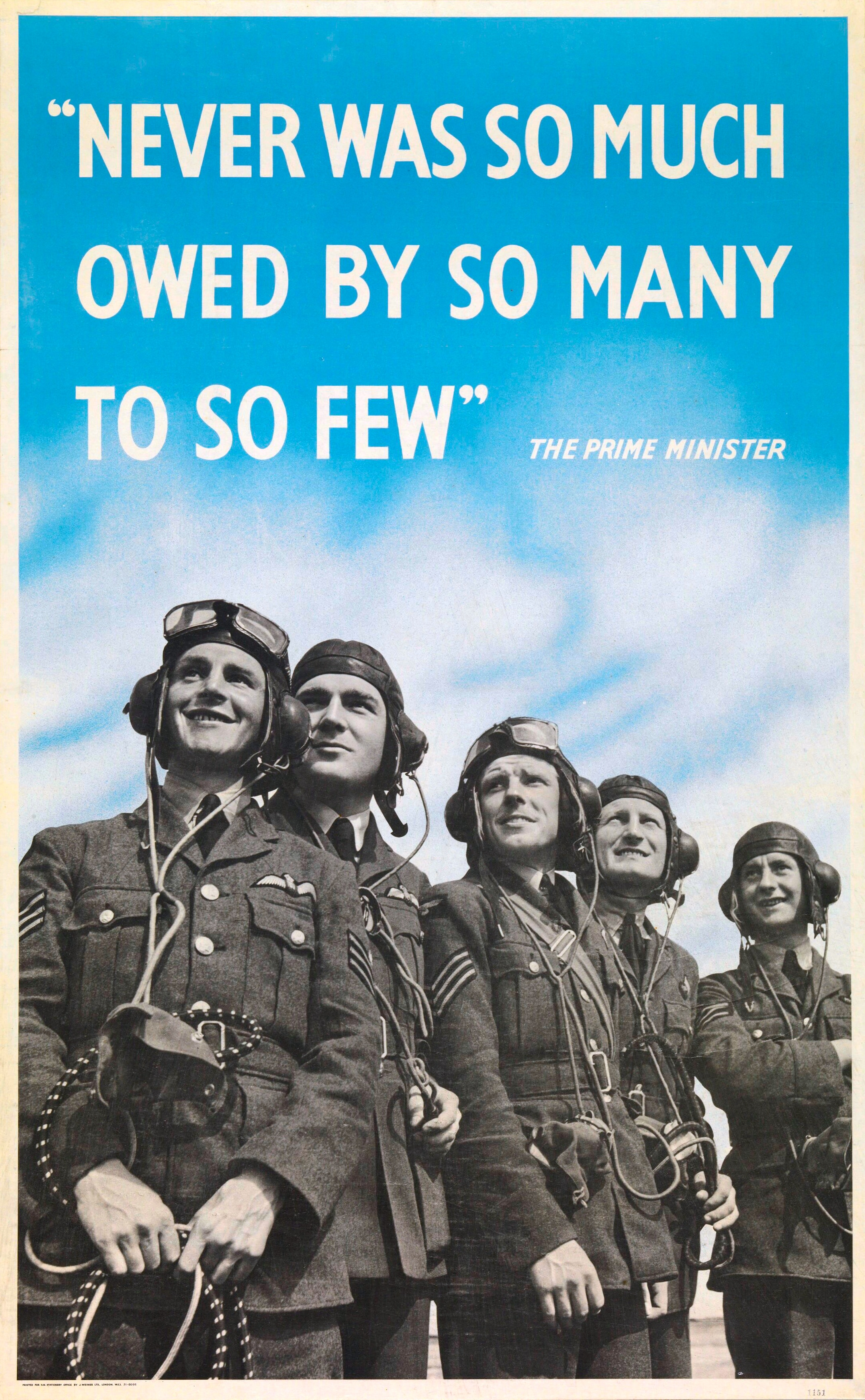
Cartaz da Segunda Guerra Mundial contendo as famosas falas de Winston Churchill

"Nunca tantos deveram tanto a tão poucos" foi um discurso de guerra proferido na Câmara dos Comuns do Reino Unido pelo primeiro-ministro britânico Winston Churchill em 20 de agosto de 1940. O nome deriva do nome específico linha no discurso, "Nunca, no campo do conflito humano, tantos deveram tanto a tão poucos", referindo-se aos esforços em curso da Royal Air Force e outras tripulações aliadas que estavam lutando na Batalha da Grã-Bretanha, o pivô batalha aérea com a Luftwaffe alemã.
O discurso ocorreu em meio aos planos alemães de invasão. No final de junho de 1940, a Luftwaffe tinha uma grande superioridade numérica sobre a Royal Air Force, com cerca de 2 550 aviões em comparação com os únicos 750 aviões da RAF. Os pilotos que lutaram na Batalha da Grã-Bretanha são conhecidos como "os poucos" desde então, às vezes sendo especificamente comemorados pelo Dia da Batalha da Grã-Bretanha, em 15 de setembro. O discurso se tornou um dos mais famosos de Churchill, junto com "nós lutaremos nas praias", "sua melhor hora" e "Não tenho nada a oferecer senão sangue, trabalho, lágrimas e suor".

## Antecedentes
Churchill aparentemente disse pela primeira vez a famosa frase ao major-general Hastings Ismay depois de sair do Bunker da Batalha da Grã-Bretanha na RAF Uxbridge em 16 de agosto, quatro dias antes do discurso. Ele estava visitando a sala de operações do Grupo No. 11 da RAF durante o dia de uma batalha, onde em um ponto todos os esquadrões do grupo estavam engajados enquanto mais ondas de aviões alemães cruzavam a costa. Depois que a luta diminuiu naquela noite e Churchill e Ismay partiram para Checkers, Churchill disse: "Não fale comigo; nunca fiquei tão emocionado". Vários minutos depois, ele disse a Ismay: "Nunca, no campo do conflito humano, tantos deveram tanto a tão poucos".

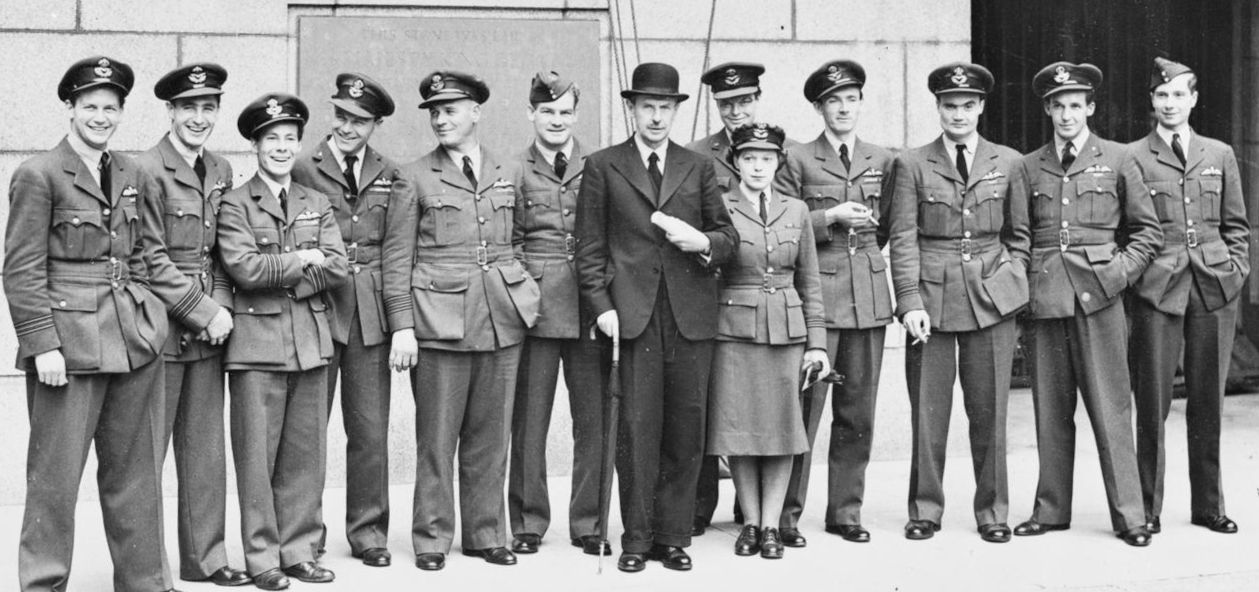
Pilotos que lutaram na Batalha da Grã-Bretanha desde então são conhecidos como "os poucos".

O discurso foi feito enquanto o Reino Unido se preparava para uma iminente invasão alemã. Perto do final de junho de 1940, decifradores de códigos em Bletchley Park decifraram uma mensagem contendo um pedido de uma unidade da Flakcorps para mapas detalhados do Reino Unido, sugerindo que os alemães pretendiam desembarcar armas antiaéreas móveis na Grã-Bretanha e na Irlanda. No entanto, Hitler sabia que qualquer tentativa de invasão só seria bem sucedida se a Força Aérea Real fosse enfraquecida ou destruída.

## Legado
O discurso é bem lembrado pelo uso de Churchill da frase "os poucos" ao se referir à tripulação aérea aliada defendendo o Reino Unido; desde então, eles têm sido referidos como "Os poucos". Quase 3 000 tripulantes do Reino Unido, da Commonwealth e de outros países aliados participaram da Batalha da Grã-Bretanha, um terço dos quais foram mortos ou feridos. Eles foram homenageados com cerimônias e passagens aéreas no aniversário do Dia da Batalha da Grã-Bretanha, mais recentemente nos aniversários de 80, 75, e 70 anos.